# Зав'ялова Ольга Костянтинівна
Зав'я́лова О́льга Костянти́нівна (27 червня 1957, Феодосія, Кримська обл., Українська РСР) — музикант, педагог, доктор мистецтвознавства (2012), професор (2011).

## Життєпис
Закінчила по класу віолончелі Феодосійську дитячу музичну школу № 1 (1974 р.), Сімферопольське музичне училище (1978 р.), Одеську державну консерваторію ім. А. В. Нежданової (1983 р.).
У 1983—1993 роках працювала у Сумському музичному училищі як викладач класу віолончелі та концертмейстер.
У 1993—1996 роках навчалася в асистентурі-стажуванні Київської державної консерваторії ім. П. І. Чайковського, з 1996 — в аспірантурі Національної музичної академії ім. П. І. Чайковського (кафедра історії зарубіжної музики).
У 2000 р. захистила дисертацію за темою «Віолончельні сонати Л. ван Бетховена (ансамблеві закономірності жанру)» з присвоєнням наукового ступеню кандидата мистецтвознавства (спец. 17.00.03).
З вересня 2001 року працювала на посаді доцента кафедри музично-інструментальногр виконавства Сумського державного педагогічного університету імені А. С. Макаренка, навчалася в докторантурі цього навчального закладу, з вересня 2011 року обіймала посаду професора кафедри мистецької педагогіки та хореографії.
У жовтні 2012 року захистила докторську дисертацію за темою «Віолончель у камерно-ансамблевих жанрах української музики: еволюція загальноєвропейських стильових тенденцій» (спец. 17.00.03).
З вересня 2013 року працює на посаді завідувача кафедри образотворчого мистецтва, теорії, історії музики та художньої культури (з вересня 2018 року — кафедра образотворчого мистецтва, музикознавства та культурології) СумДПУ ім. А. С. Макаренка. На кафедрі викладає блок дисциплін з історії мистецтва, очолює керівництво дипломними й магістерськими роботами, веде наукову роботу аспірантів, здійснює опонування захистів дисертаційних досліджень та рецензування наукових робіт, голова спеціалізованої вченої ради із захисту дисертацій СумДПУ імені А. С. Макаренка, член журі конкурсів, оргкомітетів конференцій та редакційних колегій наукових збірників. Важливою ланкою діяльності є пропаганда інноваційних методів педагогічної роботи серед викладачів музичних шкіл та училищ області та країни.
Ініціатор та організатор багатьох науково-мистецьких проєктів, у тому числі:
- Всеукраїнського науково-практичного семінару «Наукова школа М. Р. Черкашиної-Губаренко на сучасному етапі розвитку українського історичного музикознавства» (2014);
- Всеукраїнської науково-практичної конференції «Учитель — учень: ідея спадкоємності та новаторства в музичній культурі України (до пам'ятних дат з дня народження Р. М. Глієра, Б. М. Лятошинського, І. Ф. Карабиця)» (2015)[2];
- Всеукраїнського науково-практичного семінару «Іван Карабиць: музика серця» (2015);
- Всеукраїнської (з 2018 — міжнародної) студентської науково-практичної конференції «Музичний світ у наукових дослідах молодих»;
- Всеукраїнський науковий семінар «Ювілейна палітра» (2016), присвячений творчості вітчизняних композиторів, з 2017 року набув статусу щорічної всеукраїнської конференції з міжнародною участю[3];
- Всеукраїнської конференції «Функції дизайну в сучасному світі» (з 2017 р. проводиться щорічно, з 2018 р. набула статусу міжнародної) та інш.

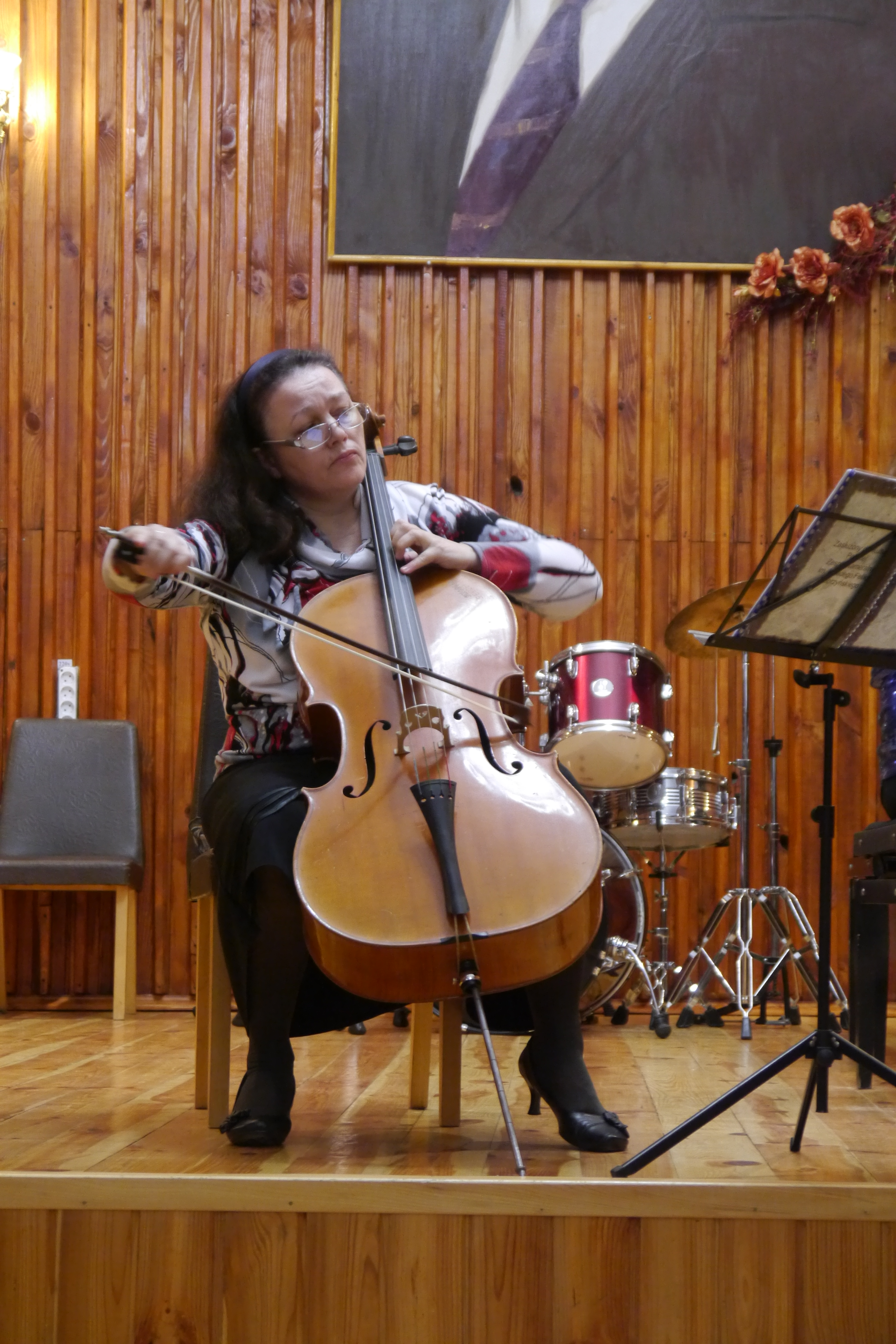
Виступ О. К. Зав'ялової на концерті

О. К. Зав'ялова веде активну виконавську діяльність, підготувала низку ансамблевих програм і сольних концертів, здійснювала записи на обласному радіо і телебаченні. Виступала із сольними й ансамблевими програмами на фестивалях Київ Музик Фест (травень, жовтень 1993), Харківські асамблеї (1995, 1997), Поліська рапсодія (Шостка, 2002). Брала участь у концертах, присвячених 100-річчю з дня народження Б. М. Лятошинського (Київ, 1994), авторських концертах Ю. Я. Іщенка (Харків, 1997), пам'яті В. С. Губаренка (Суми, 2001), до 120-річчя В. С. Косенка (Київ, 2016), фестивалі «Слобожанська фантазія» (Суми, 2016) та інш.

## Праці

### Окремі видання
- Виолончельные сонаты Л. ван Бетховена. Жанр, стиль, ансамблевый тип мышления: исследование / О. К. Завьялова. — Киев: НМАУ им. П. И. Чайковского, 1999. — 85 с. — ISBN 5-7763-4633-9
- Православна духовна музика: навч. пос. В 3-х зош. / О. К. Зав'ялова, О. Г. Стахевич. — Суми: СумДПУ ім. А. С. Макаренка, 2001—2002.
- Історія західноєвропейської музики: навч. посіб. з курсу всесвіт. історії муз. культури. — Суми: СумДПУ ім. А. С. Макаренка, 2003. — 72 с. — ISBN 966-698-004-5
- Віолончель у камерно-ансамблевій культурі України: монографія / О. К. Зав'ялова. — Київ : ІМФЕ ім. М. Т. Рильського НАН України, 2009. — 256 с. — ISBN 978-966-02-5382-7
- Історія балетного мистецтва від витоків до початку ХХ ст. : навч. посіб. для студ. ф-тів мистецтв пед. ун-тів (спец. «Хореографія») та гуманітарних ф-тів вищих навч. закл. / О. К. Зав'ялова. — Суми: ВВП «Мрія-1», 2013. — 116 с. — ISBN 978-966-473-130-7

### Вибрані статті
- Деякі аспекти розвитку віолончельної сонати в Україні / О. К. Зав'ялова // Теоретичні питання культури, освіти та виховання: зб. наук. пр. Вип. 25. — Київ, 2003. — С. 58—61.
- Борис Гмиря — співак, артист, людина / О. К. Зав'ялова // Теоретичні питання культури, освіти та виховання : зб. наук. пр. Вип. 29. — Київ, 2005. — С. 253—256.
- Штрихи до автопортрета (Еволюція творчості Юрія Іщенка в контексті стилістичних процесів музичного мистецтва другої половини ХХ століття) / О. Зав'ялова // Студії мистецтвознавчі. — 2007. — № 2. — С. 66—72.
- Віолончельне виконавство в українському інструментальному мистецтві XVIII — першої половини ХІХ століття / О. Зав'ялова // Студії мистецтвознавчі: зб. наук. ст. Число 4 (24): Театр. Музика. Кіно. — Київ, 2008. — С. 7—13.
- Соната Іллі Лизогуба і європейські традиції розвитку жанру в першій половині ХІХ ст. / О. Зав'ялова // Актуальні проблеми мистецької практики і мистецтвознавчої науки: Мистецькі обрії'2008. Вип. 1 (10). — Київ, 2008. — С.152—154.
- Жанр віолончельної сонати у контексті романтичної культури ХІХ ст. / О. Зав'ялова // Актуальні проблеми мистецької практики і мистецтвознавчої науки: Мистецькі обрії'2010. Вип 3 (12—13). — Київ, 2010. — С. 173—178.
- Інструментально-ансамблева творчість Д. Бортнянського в історико-культурному контексті доби / Ольга Зав'ялова // Проблеми взаємодії мистецтва, педагогіки та теорії і практики освіти: зб. наук. пр. Вип. 38. — Харків, 2013. — С. 202—208.
- Віолончельна україніана П. І. Чайковського / О. К. Зав'ялова // Теоретичні питання культури, освіти та виховання: зб. наук. пр. Вип. 50. — Київ, 2014. — С. 172—175.
- Європейська балетна музика від джерел до початку ХХ ст.: еволюція жанру / О. К. Зав'ялова // Культура України: зб. наук. пр. Вип. 47. — Харків, 2014. — С. 268—273.
- Виолончель в жизни и творчестве Р. М. Глиэра / Ольга Завьялова // Митець — культура — вимір часу: Міжнар. наук. читання 2016 в Музеї Бориса Лятошинського в Житомирі: зб. ст. — Житомир, 2016. — С.110—122.
- Польское в украинском виолончельном искусстве ХІХ столетия / О. Завьялова // Волинь-Житомирщина: історико-філол. зб. з регіональних проблем. Вип. 27 : на пошану професора Володимира Олеговича Єршова. — Житомир, 2016. — С. 181—192.
- Пятигорский, Ростропович, Прокофьев, Шостакович: виолончельное / О. К. Завьялова // Творчість С. Прокоф'єва і Дм. Шостаковича в контексті музичної культури України: традиції та сучасність: зб. наук. ст. за матеріалами всеукр. наук. конф. (1—2 груд. 2016 р., м. Суми). — Суми, 2017. — С. 56—62.
- Стильові вектори української віолончельної сонати першої третини ХХ століття / О. Зав'ялова // Митець — культура — вимір часу: Міжнар. наук. читання 2018 в Музеї Бориса Лятошинського в Житомирі: зб. статей. — Житомир, 2018. — С.48—60.
- Фелікс Мендельсон і його «Пісня без слів» ор. 109 / О. К. Зав'ялова // Сучасні соціокультурні практики: компетентнісно-аксіологічний аспект: зб. ст. і матеріалів всеукр. науково-практ. конф. — Полтава, 2018. — С. 61—65.
- Видатний фортепіанний педагог Л. В. Ніколаєв та Україна / О. К. Зав'ялова // Ювілейна палітра 2018 : до пам'ятних дат видатних українських музичних діячів і композиторів: зб. ст. за матеріалами ІІ всеукр. науково-практ. конф. з міжнар. участю. — Суми, 2019. — С. 92—105.
- From a Work to an «Open» Work: Research Experience / O. K. Zavialova, M. P. Kalashnyk, H. S. Savchenko H. S. and other // International Journal of Criminology and Sociology. — 2020. — № 9. — P. 2938—2943. — (англ.)
- Рецепція творчої постаті Л. ван Бетховена: історичні виміри / О. К. Зав'ялова // Бетховенські традиції виконавства в просторі камерного музикування ХІХ — ХХІ ст. (до 250-х роковин від дня народження Л. ван Бетховена): матеріали міжнар. науково-творч. конф. 17 груд. 2020 р. — Львів: ЛНМА імені М. В. Лисенка, 2020. — С. 62—66.
- Жанрово-стильові вектори «технічної» музики радянського музичного світу / О. К. Зав'ялова, Г. О. Стахевич // Захід-Схід: культура і мистецтво: матеріали міжнар. науково-творч. інтернет-конф. (ОНМА імені А. В. Нежданової, 24—25 верес. 2021 р.). —Одеса: Астропринт, 2022. — С. 92—94.
- Кафедра образотворчого мистецтва, музикознавства та культурології: 20 років звершень / О. К. Зав'ялова // Ювілейна палітра 2022 : до пам'ятних дат видатних українських музичних діячів і композиторів: зб. ст. за матеріалами VІ всеукр. науково-практ. конф. 21—22 груд. 2022 р. — Суми, 2023. — С. 104—117.
- Віолончельні концерти Мирослава Скорика у концептуальних вимірах доби / О. К. Зав'ялова // Музичне мистецтво ХХІ століття: історія, теорія, практика: зб. мат-лів та тез VІІІ міжнар. науково-практ. конф. ДДПУ імені Івана Франка (28 квіт. 2023 р.). — Дрогобич: Посвіт, 2023. — С. 133‑136.